# Čuka
Čuka (en serbe cyrillique : Чука) est un village de Serbie situé dans la municipalité de Crna Trava, district de Jablanica. Au recensement de 2011, il comptait 13 habitants.

## Démographie
| 1948 | 1953 | 1961 | 1971 | 1981 | 1991 | 2002 | 2011 |
| ---- | ---- | ---- | ---- | ---- | ---- | ---- | ---- |
| 91   | 83   | 73   | 57   | 39   | 31   | 25   | 13   |

|  |